# Кожух, Нина Фёдоровна
Нина Фёдоровна Кожух (укр. Ніна Федорівна Кожух; 1945—2018) — советский и украинский тренер по плаванию; заслуженный тренер Украинской ССР (1971), заслуженный тренер СССР.

## Биография
Родилась 18 июля 1945 года в посёлке Яковлево Курской (ныне — Белгородской) области.
В 1969 году окончила Харьковский педагогический институт (ныне Харьковский национальный педагогический университет имени Сковороды). Работала старшим тренером СДЮШОР по плаванию Харьковского (Харьков, 1963—1987) и Крымского (Симферополь, 1987—1997) советов спортивного общества «Динамо». С 1998 года являлась тренером сборной команды Украины по плаванию.
Подготовила ряд известных пловцов СССР и Украины, среди которых заслуженные мастера спорта, 15 мастеров спорта международного класса, более 150 мастеров спорта. В их числе — А. Заславская, Я. Клочкова, Л. Крутакова, Н. Попова, А. Маначинский и другие.
Была замужем за Александром Кожухом, заслуженным тренером Украины по плаванию. В Харькове проводятся соревнования по плаванию имени семейства Кожух.
Полный кавалер ордена княгини Ольги (2000, 2004, 2012).
Ушла из жизни 29 октября 2018 года.